# 新北市淡水區坪頂國民小學
新北市淡水區坪頂國民小學，位於淡水小坪頂，緊鄰台北市北投區與淡水河，透過學校的望遠鏡，可以遠眺觀音山與淡水河。與真理大學的英美系和工商管理經營資訊學系有服務學習關係。與一般小學不同的是，每週三四下午會有科學實驗班和課後輔導課程。

淡水坪頂國小校門

## 歷任校長
| 任別     | 姓名       | 任職期間 |
| -------- | ---------- | -------- |
| 第一任   | 郭火養校長 | 1941年   |
| 第二任   | 姚東興校長 | 1945年   |
| 第三任   | 黃昌材校長 | 1946年   |
| 第四任   | 彭文超校長 | 1948年   |
| 第五任   | 蔡進賢校長 | 1952年   |
| 第六任   | 柯啟瑤校長 | 1953年   |
| 第七任   | 周文明校長 | 1955年   |
| 第八任   | 郭國義校長 | 1958年   |
| 第九任   | 李崇禮校長 | 1961年   |
| 第十任   | 余義取校長 | 1966年   |
| 第十一任 | 賴萬年校長 | 1975年   |
| 第十二任 | 余義取校長 | 1981年   |
| 第十三任 | 黃石川校長 | 1988年   |
| 第十四任 | 張榮輝校長 | 1994年   |
| 第十五任 | 林秋風校長 | 1997年   |
| 第十六任 | 梁坤明校長 | 2000年   |
| 第十七任 | 林朝枝校長 | 2004年   |
| 第十八任 | 張榮輝校長 | 2009年   |
| 第十九任 | 蘇穎群校長 | 2012年   |

## 外部連結
- 新北市淡水區坪頂國民小學
- YouTube上的新北市淡水區坪頂國小頻道